# Ceramika z Quinchamalí i Santa Cruz de Cuca
Ceramika z Quinchamalí i Santa Cruz de Cuca – rodzaj tradycyjnej czarnej ceramiki wytwarzanej w środkowym Chile, w miejscowościach Quinchamalí i Santa Cruz de Cuca w regionie Ñuble.
W 2022 roku tradycja wpisana została na listę niematerialnego dziedzictwa kulturowego wymagającego pilnej ochrony. Nazwa wpisu w języku angielskim to Quinchamalí and Santa Cruz de Cuca pottery, zaś w języku hiszpańskim – Alfarería de Quinchamalí y Santa Cruz de Cuca.

## Charakterystyka

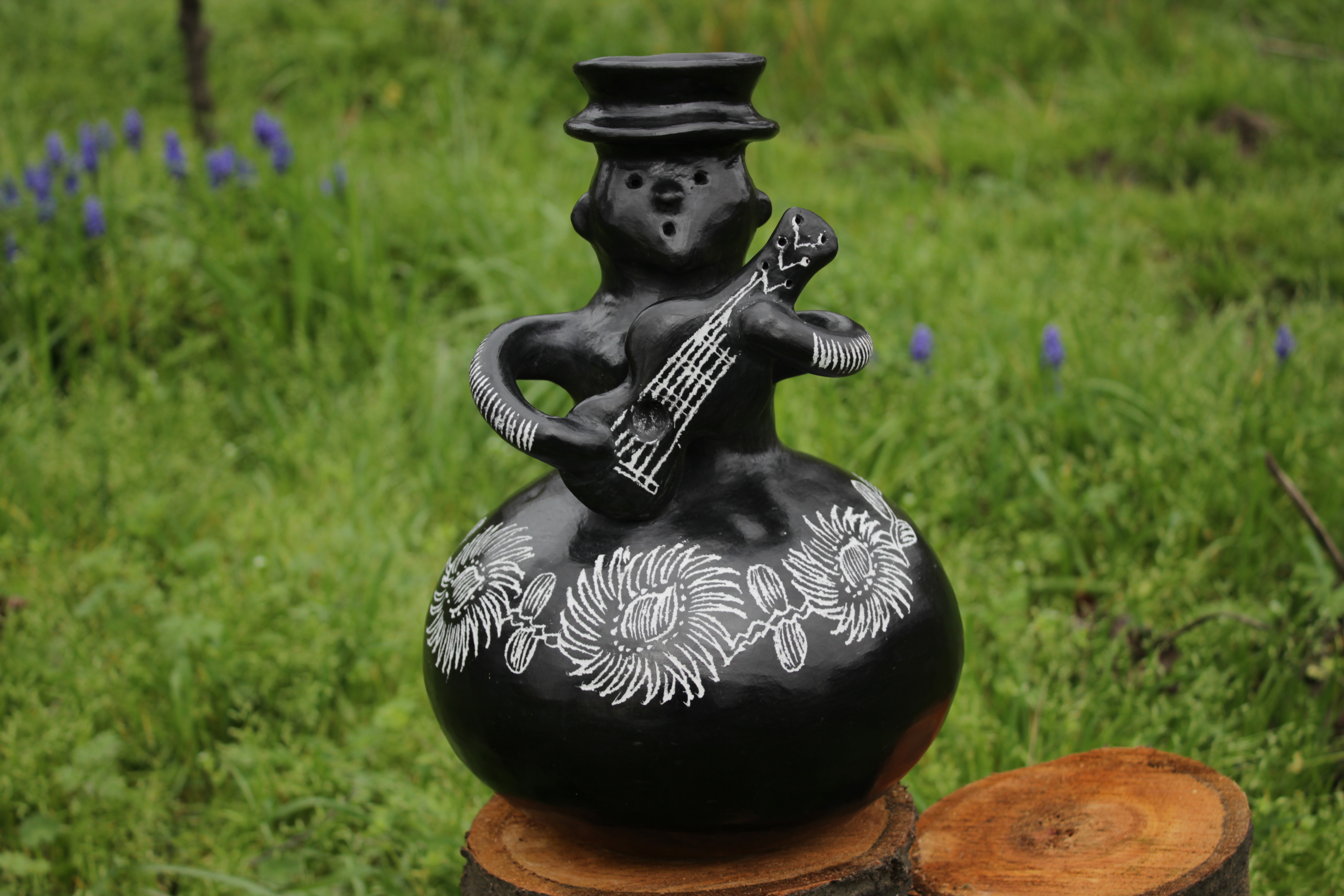
Figurka la guitarrera z Quinchamalí (2011)

Tradycyjna czarna ceramika z Quinchamalí i Santa Cruz de Cuca produkowana jest w środkowej części doliny rzeki Ñuble, ok. 450 km na południe od stolicy kraju, Santiago. W chwili wpisania ceramiki na listę niematerialnego dziedzictwa w obu miejscowościach mieszkało 1912 osób, w tym jedynie 79 wciąż zajmujących się jej wyrobem (74 kobiety i pięciu mężczyzn).
Ceramika z Quinchamalí i Santa Cruz de Cuca jest bardzo silnie związana z tradycją kulturową Metysów zamieszkujących środkową część Chile. Produkty charakteryzują się czarną barwą z białymi motywami i wytwarzane są przy użyciu technik stosowanych od co najmniej dwóch wieków. Produkowane przedmioty mają charakter użytkowy lub dekoracyjny. Do pierwszego zalicza się garnki i zastawę stołową, ale także umywalki czy fontanny, natomiast wyrobami dekoracyjnymi są różnorodne figurki przedstawiające elementy krajobrazu wiejskiego (jak np. zwierzęta gospodarskie) oraz lokalne postacie, z których najważniejszymi są la guitarrera – wieśniaczka z gitarą stanowiąca symbol tego rzemiosła, la cantora – piosenkarka oraz el huaso – mężczyzna ze wsi.
W procesie produkcji najpierw, w okresie letnim, gromadzone są surowce (glina, kamienie polerskie, białe i czerwone barwniki, suszony nawóz), które następnie w ciągu roku są przetwarzane. Etapami wyrobu ceramiki są: ugniatanie gliny i jej dzielenie, wykonanie podstawy (dla figurek), ulepienie naczynia bądź figury, suszenie i wypolerowanie w wodzie, następnie klejenie elementów i kolejne polerowanie, malowanie, wypalanie w piecu i klejenie do wykończenia. Cały proces odbywa się ręcznie. Wyroby sprzedawane są bezpośrednio w domach garncarzy, na lokalnych straganach i targach rękodzieła oraz na targu w pobliskim Chillán, a także przez pośredników, takich jak organizacja pozarządowa Fundación Artesanías de Chile.
Depozytariuszkami wiedzy i praktycznych umiejętności wykonywania czarnej ceramiki w Quinchamalí i Santa Cruz de Cuca są w przeważającej mierze kobiety. Tradycja przekazywana jest z pokolenia na pokolenie po linii matczynej; istnieją żeńskie linie rodowe (m.in. Montti, Villeutas czy Gallegos), których produkty wyróżniają się własnym, charakterystycznym stylem. Praktyka ta jest źródłem autonomii społecznej i ekonomicznej kobiet i tworzy model płci zrywający z tradycyjnie podrzędną rolą kobiet na chilijskich obszarach wiejskich.

## Zagrożenie
Wyrób ceramiki w Quinchamalí i Santa Cruz de Cuca jest tradycją zagrożoną, głównie przez czynniki demograficzne, środowiskowe oraz zmieniający się kontekst społeczny. Transmisja wiedzy i umiejętności staje się ograniczona, ponieważ młodzi ludzie z obu miejscowości migrują do miast, gdzie podejmują edukację i pracę. Dostęp do surowców niezbędnych do produkcji wyrobów ceramicznych w tym regionie również jest coraz trudniejszy ze względu na utratę różnorodności biologicznej i degradację gleby. Dodatkowo brak regulacji prawnych dotyczących pracy rzemieślniczej sprzyja przywłaszczaniu sobie własności intelektualnej związanej z wiedzą o ceramice i wykorzystywaniu jej przez projektantów i artystów w celach czysto zarobkowych, bez dzielenia się korzyściami z depozytariuszkami tego dziedzictwa.